# Burg (skans)
Burg eller Burger Schanze var tidigare en skans, belägen vid Wümme, nära dess utlopp i Weser och 10 km nordväst om staden Bremen i nuvarande stadsdelen Burglesum. 
Som ett hot mot Bremen ämnade Hans Christoff Königsmarck i början av 1654 bygga en skans på denna plats, men han förekoms av bremerborna, som själva anlade en befästning där. Königsmarck intog emellertid skansen, som han sedan lät förstärka, men den 14 juni samma år lyckades borgarna ta tillbaka densamma, men bara för att den 5 september åter förlora den. Vid freden, som slöts med Bremen den 24 november, avstod staden alla anspråk på Burg, som nu besattes av svenskarna, men 18 september 1675 fråntogs dem av de allierade. Återlämnad efter freden 1679, förstärktes Burg 1683, men lämnades sedan att förfalla ända till 1699, från vilket år Burg ånyo började förstärkas, och härmed fortsattes sedan ända till 1712, då Burg intogs av danskarna.